# Кавказское (Красноярский край)
Кавказское — село в Минусинском районе Красноярского края. Административный центр и единственный населённый пункт Кавказского сельсовета. 

## География
Кавказское является единственным населённым пунктом Минусинского района, который находится на правом берегу реки Туба. Село расположено в долине Тубы у места впадения в неё небольшой речки . 
Находится в 5 километрах от автомобильной дороги Минусинск — Краснотуранск. От дороги к селу имеется асфальтированный подход, проходящий между речкой и горой, которая тянется до 8 км. от села. 

## История
Основано в начале XIX века.
По свидетельству одного анонимного автора, в 1880-е гг. называлось ещё Кретово.

## Население
| 2010 | 2012  | 2013  | 2014  | 2015  | 2016  | 2017  |
| ---- | ----- | ----- | ----- | ----- | ----- | ----- |
| 1123 | ↘1102 | ↘1097 | ↘1094 | ↘1068 | ↘1047 | ↘1024 |

## Инфраструктура
В селе есть средняя школа и детский сад, ранее имелась церковь 

## Возможность наводнения
Каждую весну селу угрожает разлив Тубы, что связано с тем, что для прокладки дороги Минусинск — Краснотуранск была построена дамба, препятствующая свободному стоку реки.